# Ивичест лангур
Ивичестият лангур още ивичест сурили (Presbytis femoralis) е вид бозайник от семейство Коткоподобни маймуни (Cercopithecidae). Видът е почти застрашен от изчезване.

## Разпространение
Разпространен е в Индонезия, Малайзия, Мианмар, Сингапур и Тайланд.